# Kokot (Pologne)
Pour les articles homonymes, voir Kokot.
Kokot est une localité polonaise de la gmina de Kije, située dans le powiat de Pińczów en voïvodie de Sainte-Croix.